# Perversiones (álbum de Alberto Comesaña)
Perversiones es un álbum de estudio del solista Alberto Comesaña perteneciente a la compañía discográfica Hispavox, editado en el año 2000, y compuesto por 12 canciones.

## Lista de canciones
| N.º | Título                       | Duración |  |
| 1.  | «Si fueses tú»               |          |  |
| 2.  | «Ni en broma»                |          |  |
| 3.  | «Así es»                     |          |  |
| 4.  | «Una chica como tú»          |          |  |
| 5.  | «Dame play»                  |          |  |
| 6.  | «Hasta nunca»                |          |  |
| 7.  | «Amor hasta la muerte»       |          |  |
| 8.  | «Alberto.com»                |          |  |
| 9.  | «Si tú no estás aquí»        |          |  |
| 10. | «Cuerpo a cuerpo»            |          |  |
| 11. | «La casa del amor»           |          |  |
| 12. | «Lo estás haciendo muy bien» |          |  |